# Juliusz Lech Kulikowski
Juliusz Lech Kulikowski (ur. w 1931 w Nowym Mieście Lubawskim) – profesor specjalizujący się w biocybernetyce i inżynierii biomedycznej, pracuje w Instytucie Biocybernetyki i Inżynierii Biomedycznej PAN. Obszar Jego badań naukowych to: systemy informatyczne, techniki fal ultrakrótkich, teoria informacji, zastosowania komputerów w medycynie, informacji naukowej i badaniach doświadczalnych.

## Życiorys
Urodził się w Nowym Mieście Lubawskim, jest absolwentem Wydziału Elektroniki Politechniki Warszawskiej Politechniki Warszawskiej. W 1959 roku uzyskał stopień naukowy doktora nauk technicznych (w Moskwie), w tym samym roku został adiunktem w Politechnice Warszawskiej, gdzie pracował do 1966 roku. Po uzyskaniu stopnia doktora habilitowanego w 1966 r. rozpoczął pracę w Instytucie Automatyki PAN, następnie w Instytucie Cybernetyki Stosowanej PAN (1971-1974), Instytucie Organizacji i Zarządzania PAN (1974-1976) i Instytucie Podstaw Informatyki PAN (1976-1982). W 1973 roku uzyskał tytuł naukowy profesora nauk technicznych. Od 1982 roku jest profesorem w Instytucie Biocybernetyki i Inżynierii Biomedycznej PAN, od 1989 - profesorem zwyczajnym.
Obecnie pełni następujące funkcje:
- Członek Polskiej Akademii Nauk, Wydział IV - Nauk Technicznych; Komitet Biocybernetyki i Inżynierii Biomedycznej,
- Członek Polskiej Akademii Nauk; Prezydium Polskiej Akademii Nauk; Komitet Narodowy do Spraw Współpracy z Międzynarodową Radą Nauki (ICSU),
- Członek zwyczajny: Towarzystwo Naukowe Warszawskie; Wydział VI Nauk Technicznych.

## Dorobek naukowy
Profesor J.L.Kulikowski posiada bogaty dorobek naukowy:
- jest autorem bądź współautorem ponad 250 oryginalnych publikacji naukowych w postaci artykułów w czasopismach naukowych, w materiałach konferencyjnych, rozdziałów w książkach,
- jest autorem 4 książek i 4 monografii,
- jest autorem wielu artykułów popularyzujących naukę.

Został wyróżniony nagrodą Sekretariatu Polskiej Akademii Nauk, Ministra Nauki i Szkolnictwa Wyższego. Za aktywność w popularyzacji nauki otrzymał również odznaczenia państwowe.